# داوید فرر
داوید فرر (به اسپانیایی: David Ferrer) (زاده ۲ آوریل ۱۹۸۲ - خاوه‌آ) تنیس‌باز اهل کشور اسپانیا است.
فرر در مسابقات بین‌المللی مهمی شرکت کرده‌است که می‌توان به صعود وی به مرحله نیمه‌نهایی مسابقات تنیس آزاد استرالیا، مسابقات تنیس آزاد فرانسه و مسابقات تنیس آزاد آمریکا و همچنین کسب نایب قهرمانی مسترز کاپ ۲۰۰۷ و مقام چهارم تنیس در بازی‌های المپیک تابستانی ۲۰۱۲ در بخش دونفره اشاره کرد، بهترین رتبه وی در رتبه‌بندی جهانی تنیس ۴ (۲۵ فوریه ۲۰۰۸) بوده‌است.